# 高野長英 (小惑星)
高野長英（たかの ちょうえい、8133 Takanochoei）は、小惑星帯に位置する小惑星。香西洋樹と古川麒一郎が東京天文台木曽観測所で発見した。
江戸時代後期の蘭学者、高野長英から命名された。